# Hasnaoua
Hasnaoua (em árabe: حسناوة) é uma cidade e comuna localizada na província de Bordj Bou Arreridj, Argélia. Segundo o censo de 2008, a população total da cidade era de 19 485 habitantes.